# Rubus pirifolius
Rubus pirifolius là loài thực vật có hoa trong họ Hoa hồng. Loài này được James Edward Smith miêu tả khoa học đầu tiên năm 1791.